# Distelbohrfliege

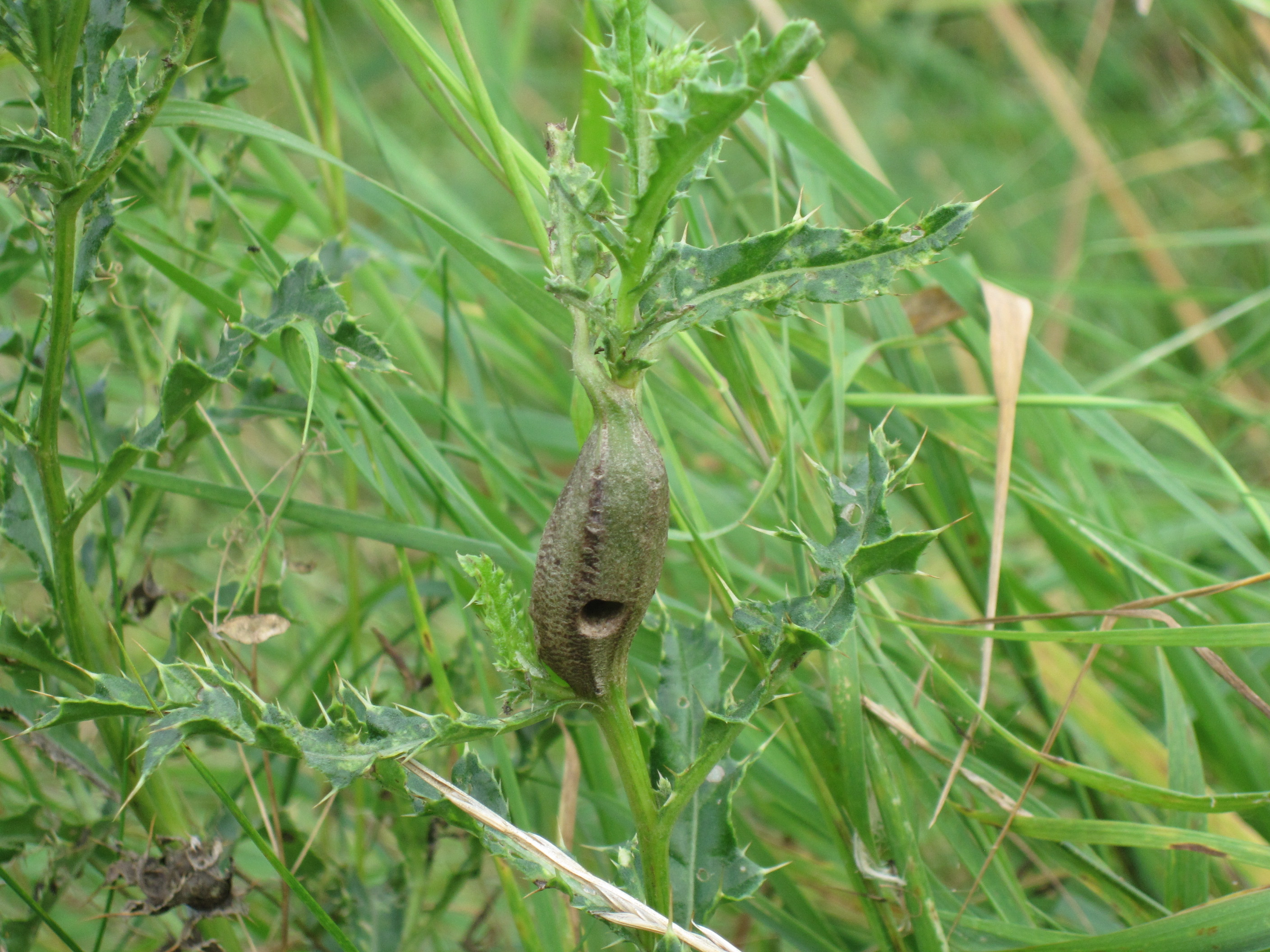
Galle der Distelbohrfliege an einer Kratzdistel

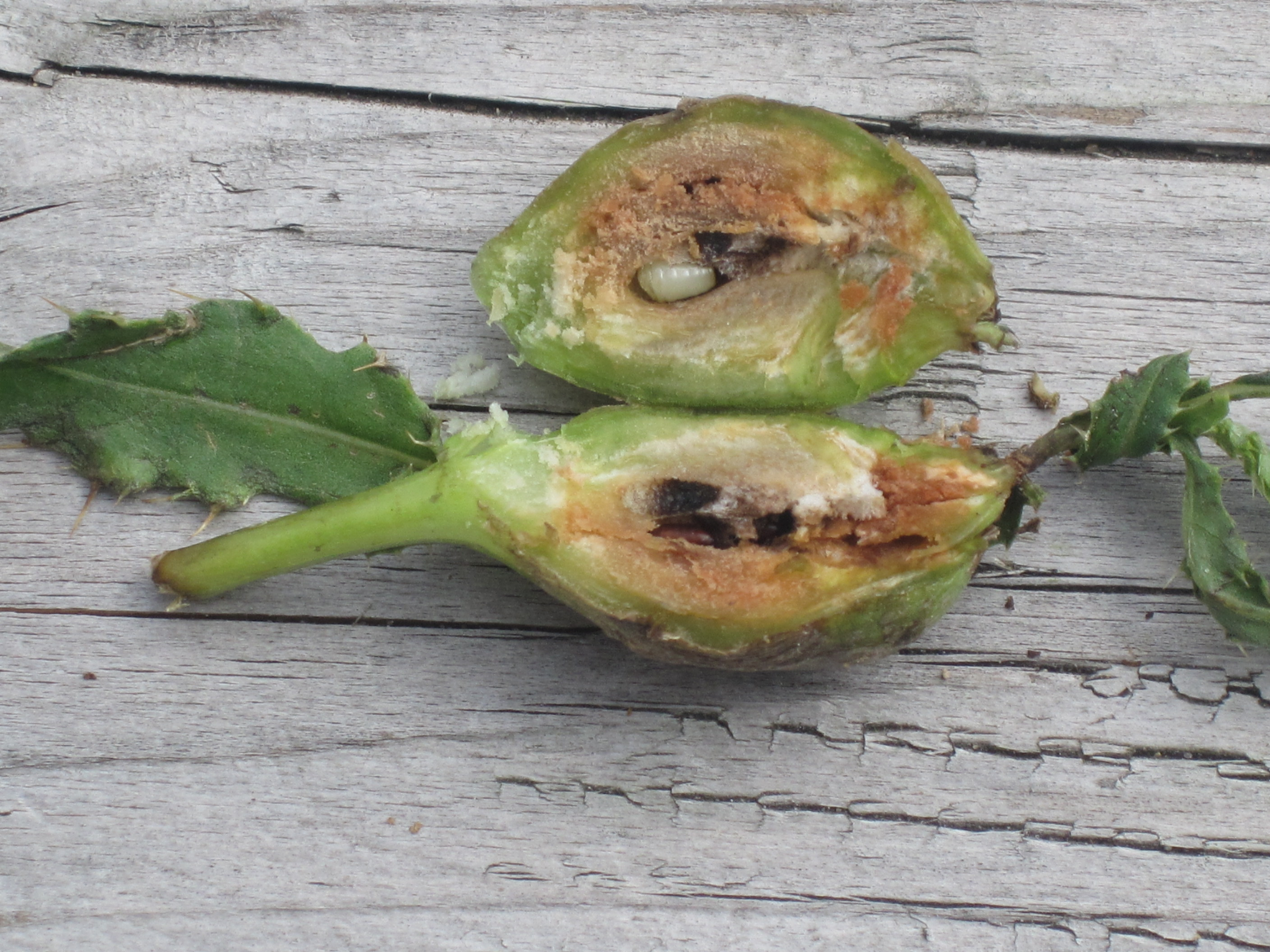
Geöffnete Galle mit einer Larve der Distelbohrfliege

Die Distelbohrfliege (Urophora cardui) ist eine Fliege aus der Familie der Bohrfliegen (Tephritidae).

## Merkmale
Die Fliegen erreichen eine Körperlänge von etwa 5,5 Millimeter (Männchen) bzw. etwa 6,5 Millimeter (Weibchen). Ihr Körper ist sehr markant gefärbt. Der Kopf ist vorne gelb, hinten schwarz gefärbt. Das Schildchen (Scutellum) ist gelb, der Hinterleib und der Thorax glänzen dunkel. Die schwarz gefärbten Schenkel sind am Apex breit gelb gefärbt, die Schenkel der vorderen Beine sind häufig auch vorne gelb gefärbt. Die Schienen und Tarsen sind komplett gelb. Die ansonsten milchig trüben Flügel tragen mehrere schwarze Querbinden. Die zweite und dritte Binde laufen konvergierend nach hinten und sind dort verbunden, die ersten beiden und die letzten beiden Binden verschmelzen am Flügelvorderrand. Die erste Binde erstreckt sich bis zum Flügelhinterrand.

## Vorkommen und Lebensweise
Die Tiere kommen von Europa bis Vorderasien vor. Die Imagines findet man von Mai bis Juni an halbschattigen Plätzen und feuchten Wiesen. Die Larven bilden eine große, 10 bis 50 Millimeter lange und 5 bis 20 Millimeter dicke, spindelförmige Pflanzengalle an der Acker-Kratzdistel (Cirsium arvense). Diese liegt entweder an den Haupttrieben oder an den Seitentrieben und ist anfangs grün und fleischig, später braun und holzig. In ihrem Inneren befinden sich mehrere Kammern mit je einer Larve, deren Entwicklung im Juli beginnt. Sie überwintern als Puppentönnchen in der Galle und schlüpfen im nächsten Frühjahr.

## Belege